# وحدت وجود

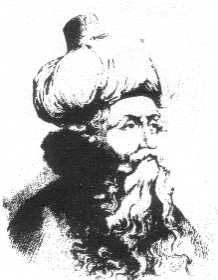
معمولاً نخستین توضیح مفصل «وحدت وجود» به ابن عربی نسبت داده می‌شود هرچند ابن عربی خودش از لفظ «وحدت وجود» استفاده نکرد و افرادی پیش از او هم سخنان مشابهی گفته بودند.

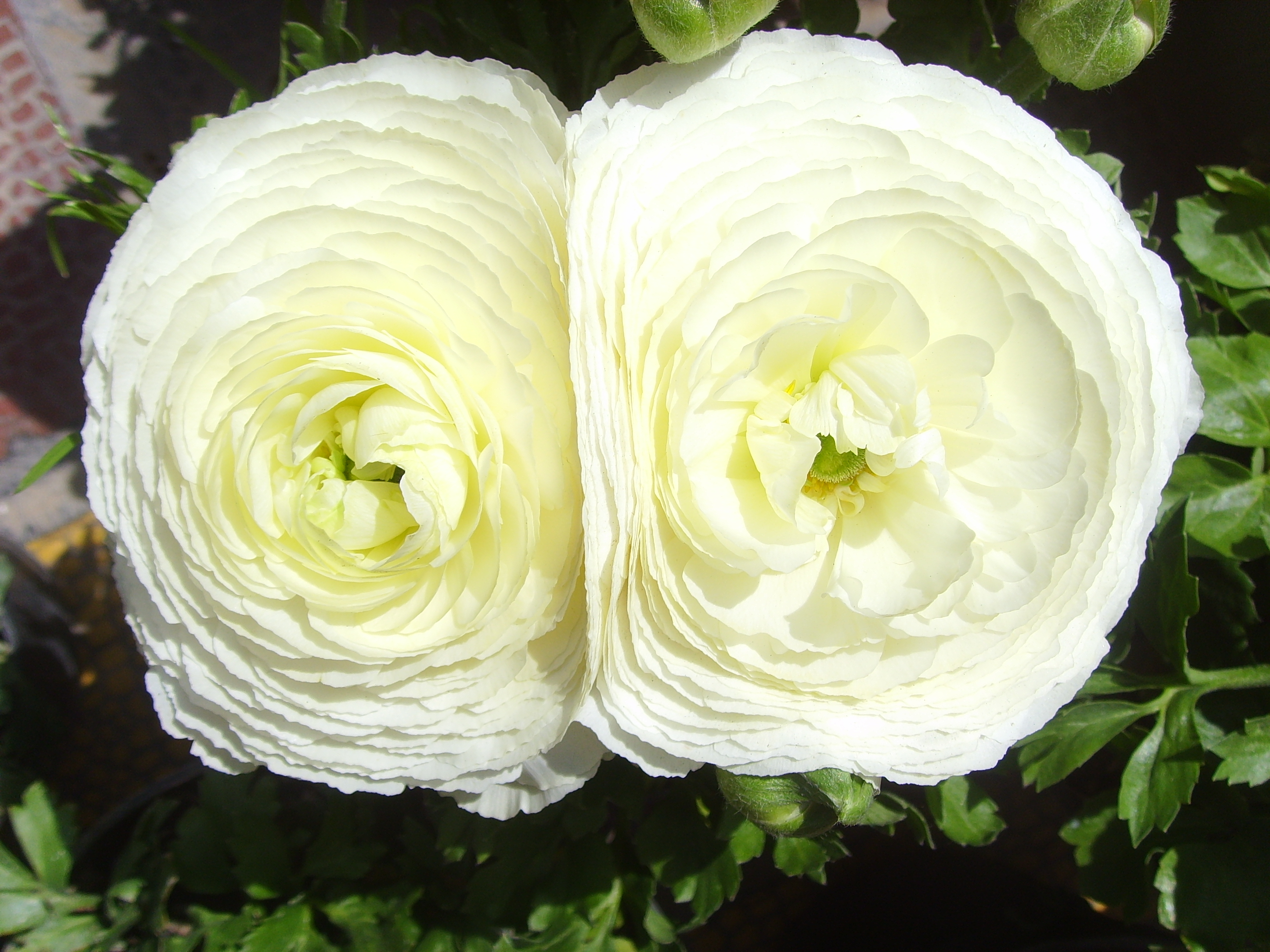
حمد و ستایشی را که تو از این یک‌دانه گل می‌نمائی اختصاص به خدا دارد؛ یعنی حمد از آنِ خداست. گل جلوه‌ای از جَلَوات خداست. ظهوری از مظاهر خداست. تو اسم گل بر روی آن نهاده‌ای! در زیر حجاب این اسم، خدا را پنهان نموده‌ای! اسم را بردار! غیر خدا چیزی نیست.

وحدت وجود یا یکتایی هستی (انگلیسی: the Unity of Being) اصطلاحی فنی در عرفان است. در طول تاریخ تفاسیر متفاوتی از وحدت وجود توسط طرفداران، مخالفین آن و اخیراً شرق شناسان غربی داده شده است. معمولاً اولین توضیح با تفصیل این اصطلاح به ابن عربی نسبت داده می‌شود، هرچند ابن عربی خودش از لفظ «وحدت وجود» استفاده نکرد و افرادی قبل از او هم سخنان مشابهی گفته بودند. به عنوان مثال، محمد غزالی (م ۵۰۵ق) بیان می‌کند که «هیچ وجودی غیر از خداوند نیست … وجود فقط به یکتا حقیقی متعلق است.» به گفته غزالی میوه معنوی صعود یک صوفی این است که «گواهی دهد که هیچ موجودیتی به جز خدا نیست و اینکه هر چیزی به جز چهره خدا نابود شونده است»
اولین کسی که عبارت وحدت وجود را به عنوان یک اصطلاح فنّی به کار برد، سعیدالدین فرغانی، نسل سوم از مکتب ابن عربی، بود. اما علی شالچیان ناظر پژوهشگر آثار عرفانی و آثار ابن عربی، در کتاب وحدت وجود و نتایج آن از نگاه محی الدین ابن عربی با بیان مستنداتی، به اثبات رسانده است که پیش از سعیدالدین فرغانی، ابن سبعین تعبیر وحدت وجود را به عنوان یک اصطلاح فنّی به کار برده است. البته این فکر در ذهن صوفیان، اوایل پیوسته کمابیش بوده و چنان‌که مشهور است، شخصی به جنید می‌گفت: «زمانی بود که خدا بود و جز او کسی نبود.» جنید بی‌درنگ گفت: «اکنون هم چنانست.» یعنی جز خدا کسی در عرصهٔ هستی نیست.
در اندیشه اسلامی بحث وحدت (توحید) در مفهوم واحدیت (یکی) و احدیت (یکتایی) خدا از ابتدا مطرح بوده است، اما بحث از وجود تقریباً دیرتر وارد شد و نقش مهمی را به ویژه در تحول فلسفه که غالباً هستی‌شناسی تعریف می‌شود ایفا کرد. اصطلاح وحدت وجود در هیچ‌کدام از منابع مقدم بر آثار ابن عربی یافت نمی‌شود، اما بسیاری از عبارات صوفیه به محتوای آن اشاره دارد. معروف کرخی (م ۲۰۰ق) نخستین کسی بوده است که شهادت را به صورتی که در قرون بعد اکثراً به چشم می‌خورد بازگو کرد: «در هستی جز خدا نیست.» از ابوالعباس قصاب (قرن چهارم) سخن مشابهی نقل شده است: «در دو عالم به جز پروردگار من وجود ندارد و همه موجودات غیر از وجود او معدوم هستند.» خواجه عبدالله انصاری (م ۴۸۱ق) به «توحید خواص» با این واقعیت اشاره می‌کند که «جز او کسی نیست» (لیس غیره احد). خواجه عبدالله انصاری چندین تقریر از توحید به عربی و فارسی ارائه کرده که به‌طور قطع الهام بخش نویسندگان بعد بوده است. او در تعریف پنج مرتبه از توحید از مرتبه سوم به عنوان وجودالتوحید سخن می‌گوید که عبارت است از: «خروج از حدود شواهد و به سوی محض شاهد ازلی و ابدی» آخرین مرتبه، یعنی «اندراج توحید در واحد» عبارت است از: «استغراق چیزی که هیچ‌گاه نبود در آنچه همیشه هست»، انصاری در فراز دیگری به «توحید خواص» با این واقعیت اشاره می‌کند که «جز او کسی نیست» (لیس غیره احد). پیش از غزالی (م ۵۰۵ق) واژه وجود بیشتر برای توضیح معنای توحید به کار رفته است.
غزالی در کتاب مشکاةالأنوار ثمره عروج معنوی عرفا را به این صورت شرح می‌دهد: «آن‌ها از طریق یک شهود بی واسطه مشاهده می‌کنند که هیچ چیز جز خدا وجود ندارد و جز وجه او همه چیز هلاک شونده است» که به مفهوم وحدت شهود اشاره دارد که خود مقدمه مفهوم وحدت وجود است. او در کتاب مشهورش احیاء علوم الدین عبارت «هیچ چیز جز خدا وجود ندارد… وجود تنها به وجود حقیقی تعلق دارد.» را آورده که متعیّن در مفهوم وحدت وجود است.

## معانی وحدت وجود
وحدت وجود معانی مختلف زیر دارد و تنها مورد آخر مورد توجه عرفای اسلامی است:
- وحدت شهودی: رؤیت ویژهٔ بصر است و شهود ویژهٔ بصیرت. رؤیت برای حس است و شهود برای روح. بیشتر قدمای صوفیه به وحدت شهودی معتقد بودند که باید با چشم دل و شهود روح آن وحدت را مشاهده کرد. به قول هاتف اصفهانی:

| چشم دل باز کن که جان بینی   |  | آنچه نادیدنی است آن بینی  |
| گر به اقلیم عشق روی آری     |  | همه آفاق گلستان بینی      |
| ...                         |  | ...                       |
| با یکی عشق ورزی از دل و جان |  | تا به عین‌الیقین عیان بینی |
| که یکی هست و هیچ نیست جز او |  | وحدهُ لا اله الّا هو        |

- وحدت حلولی: حقیقت وجود در همه اشیاء حلول دارد. (حلولیه)
- وحدت اتحادی: حقیقت وجود با همه اشیاء اتحاد دارد. (اتحادیه)
- وحدت کلی: مجموع کل اشیاء حقیقت وجود است. (همه‌خدایی)
- وحدت عددی: وجود یا خدا از باب اعداد یکی است. (شناخت قشری و عوامانه)[۱۷]
- وحدت مفهومی: همه آنچه هست در مفهوم وجود اشتراک معنوی دارند. (فلسفه مشا)
- وحدت حقیقی غیرکثیر: جز ذات حقیقی (خدا) چیز دیگری (حتی تجلیات او) تحقق ندارد یا موهوم است. (بعضی مستصوفه یا عرفان‌های نوظهور)
- وحدت حقیقی تشکیکی: حقیقت وجود واحد ذاتی دارای حقیقت مراتب تشکیکی (هم وحدت هم کثرت ذاتی) است. (حکمت متعالیه)
- وحدت حقیقی اطلاقی: ذات حقیقت وجود (خدا) واحد بالذات دارای تجلیات (کثرت عرضی) است. (عرفان اسلامی)

در معانی مطرح شده تنها «وحدت حقیقی اطلاقی» وحدت وجود مدنظر عرفای اسلامی است؛ یعنی وجود از منظر حقیقت و ذات واحد و یگانه (خدا) است و به علت عروض تجلیات و مظاهر کثرت دارد؛ و مظاهر نمایانگر اویند (وجودنما).
از فلوطین تا اسپینوزا و از ابن عربی تا ملا هادی سبزواری مطالب بی‌شمار و گاه متناقض راجع به وحدت وجود گفته شده است. آنچه عرفان در مورد وحدت وجود بیان می‌کند از منظر عرفا و فلاسفه غربی بیشتر منطبق با خدافراگیردانی (panentheism) می‌باشد و کمتر مفهوم همه‌خدایی (pantheism) را دارد هرچند در هر دو خدا در همه کائنات جاری است و چیزی جز خدا وجود ندارد، ولی در خدافراگیر دانی، خدا در مرتبه‌ای بالاتر و والاتر قرار داشته و سایر موجودات انعکاس و تجلی او در اعیان هستند.
از این منظر اسپینوزا می‌گوید: «همه چیزهای جهان یکی بیش نیستند و آن یکی کل در کل است… آن که کل در کل است خداست که ازلی و عظیم است و نه زاده شده و نه می‌میرد.»

## وحدت وجود در عرفان اسلامی
وحدت وجود مهم‌ترین نظریه عرفان اسلامی در تعریف مشهور، بیانگر آنست که «ذات هستی یکی -بلکه یگانه- است و مصداق آن حق (خدا) است و ماسوای آن نمود و ظهور و تجلی او و از شئونات اویند.» هر امر ذاتی وحدت حقیقی دارد یعنی نه تنها یکیست بلکه یگانه است. ذات وجود نیز وحدت حقیقی (وحدت حقه حقیقیه) دارد و به عنوان یک حقیقت لاجرم از یگانگی و صرافت برخوردار است و مصداق آن ذات احدی خداست؛ وجود حق و شئونات وی از آن جهت که به تعدد متحققند، بدون تناقض مصداقی در کنار حقیقت وحدت وجود، به عرض کثرت وجود خواهند بود. از آنجا که حقیقت وحدت وجود سوای مفهوم ذهنی همه‌فهم آن، تنها با شهود عارف دریافت می‌شود از حیث معرفتی به آن وحدت شهود نیز می‌گویند.
همان گونه که با تابش نور رنگ‌ها ظاهر می‌شوند، هنگامی که خدا وجود را به اشیاء افاضه می‌کند، آن‌ها در جهان ظهور می‌یابند. اما نظر به این که اشیاء از خود هیچ وجودی ندارند، آنچه ادراک می‌شود، چیزی جز وجود خداوند که از کیفیات یا احکام اشیاء لبریز شده است، نیست. در تلاش برای توضیح این نکته در یک بحث فشرده، بهترین راه مددجستن از تشابه رنگین کمان است، که در آن جا گوناگونی رنگ‌ها، نافی وحدت نور نیست. رنگ‌های آبی و قرمز هیچ وجودی از خود ندارند، زیرا تنها نور، روشن و آشکار است. ما می‌توانیم از واقعیت یا موجودیت یا شیئیت قرمز یا آبی سخن بگوییم، اما نه به اعتبار وجود مستقل خودشان، زیرا وجود آن‌ها تنها گونه‌ای از وجود نور است.
منظور حکیمان و عارفان این نبوده که خداوند، مجموعهٔ جهان هستی است؛ چرا که «مجموع»، وجود و وحدت حقیقی ندارد. به علاوه مقصود اتحاد خدا با موجودات هم نبوده چرا که «اتحاد» (به معنای اینکه دو چیز بدون تغییر ماهیت به چیز دیگری تبدیل شوند) غیرممکن است. بلکه مقصودشان این بوده که هستی در ذات خدا منحصر است و فراتر از خدا هر چه هست، تنها نمود و ظهور و تجلی او می‌باشد؛ یعنی خداوند هستی محض است، و شدت و کمال هستی او موجب عشق به ظهور و تجلی می‌گردد.
روشن‌ترین توضیح در مورد وحدت وجود، این است که وجود، حقیقتی واحد است که همان حضرت حق است و حضرت حق است که در عینِ مطلق بودن، به صورتِ اعیان و مظاهر و موجودات، ظهور کرده است.
گاهی محی‌الدین اتّحاد را تأیید می‌کند. آنجا که محی‌الدین اتحاد را تأیید می‌کند مقصودش اشاره به این حقیقت است که حقیقتی واحد به صورتِ امور و مظاهر متعدد و در مراتبِ مختلف، ظهور می‌کند.

### نظریات «تجلی و ظهور» و «وحدت و کثرت»
جهان بینی عرفانی براساس نظام تجلی و ظهور است. حقیقت هستی ذات خداست و غیر او به جهت شدت و کمال هستی اش مظاهر تجلی وجود او هستند و در نتیجه حقیقت وجود در عین وحدت ذاتی به جهت تجلی خود کثرت عرضی دارد (وحدت در عین کثرت و کثرت در عین وحدت) و نظریه وحدت وجود با توجه به نظریه تجلی و ظهور و به دنبال آن با وحدت در عین کثرت معنی می‌یابد.
عرفا وحدت را ذاتی و کثرت را عارضی می‌شمرند. از دید ایشان، یک وجود بسیط و یک‌پارچه، کران تا کران هستی را به صورت یک‌نواخت پر کرده است. این وجود که جایی برای وجود حقیقی دیگری نگذاشته است، همان خدای متعالی است، و هرچه غیر اوست هیچ بهره حقیقی‌ای از وجود ندارد و از لواحق و عوارض، یا به بیان دیگر، از شئون و تجلیات آن وجود واحد بوده، به نحو بالعرض و اعتباری و مجازی موجود است.
عارف با تکیه به عقل و ادراک خود، فنای خویش و فنای عالم را می‌بیند و از طرف دیگر معتقد است که غیر از «حق» که وجود مطلق است، چیزی وجود ندارد و ذات الهی از هر کثرتی مبری است. از سوی دیگر با حس خویش -که منکر آن نیز نمی‌تواند باشد- کثرت را ادراک می‌نماید. در این منازعه عقل باید بین این دو داوری نماید که آیا کثرت واقعی است و وحدت پرداخته ذهن ما می‌باشد یا بالعکس یا هر دو واقعی‌اند.

## دیدگاه‌های عرفانی وحدت
بهترین مثالی که صوفیه می‌زنند تا دقیق و گویا مقصودشان را برساند، مثال موج و دریاست. می‌گویند: دریا دارای موج است و موج عین دریاست. مثال ما و تمام موجودات با خدا همان مثال موج و دریاست؛ یعنی تمام پدیده‌ها عین ذات خدا هستند و از او جدا نیستند بلکه طوری از اطوار و جلوه‌ای از جلوات خدا می‌باشند.
با بیانی علمی‌تر: ذات خداوند که وجود صرف است با تعیّن و شکل‌پذیری و خروج از حالت اطلاق، به صورت مخلوقات درآمده است؛ در نتیجه موجودات نیستند، مگر همان ذات باری تعالی، و ظهور او بدین صورت‌هاست و تفاوت بین خالق و مخلوق نیست، مگر به اطلاق و تقیید (محدود و نامحدود)، یعنی ذات خدا عین وجود و نامحدود است؛ در حالی که همین وجود در اشیاء به صورت مقید و محدود می‌باشد.
برخی از صوفیه بر این عقیده‌اند که وحدت وجود یک اصل است و نه یک فلسفه. جواد نوربخش دربارهٔ اصل بودن وحدت وجود گوید:
 صوفیه عالم هستی را جدا از وجود حق نمی‌دانند. … در تفسیر «الله نورالسماوات والارض» صوفیه اظهار می‌دارند که خداوند وجود آسمان‌ها و زمین و حقیقت آن‌هاست. بر این اساس، دانش و بینشی را که بر این اصل اساسی استوار است که: «در همه کاینات جز یک وجود مطلق هیچ نیست و هرچه هست موجود به وجود اویند» وحدت وجود گفته‌اند. اما ما این مطلب را فلسفه نمی‌دانیم زیرا فلسفه چیزی است که بافته عقل باشد و و قابل تغییر در حالی‌که این بینش بافته دل است و لایزال و زوال ناپذیر. … بینش وحدت وجود با عشق و کشف و شهود ارتباط دارد؛ بنابراین بهتر است به جای «فلسفه وحدت وجود» آن را اصل وحدت وجود بنامیم.

### ابن عربی
مذهب وحدت وجود به گونهٔ کامل و به‌صورت مشروح و منظم پیش از محی‌الدّین ابن عربی در فرهنگ اسلامی نبونده است و او در عالم اسلام نخستین عارفی‌است که با ایمان راستین و شور و شوق فراوان این اصل و اساس را استوار ساخته و به برکت صفای باطن و ذوق سرشار و در اثر وسعت معلومات و کثرت اطلاعات و نیز به یاری بیان رسا و قلم توانایش به شرح و بسط آن پرداخته و به تقریر فروع و استتنتاج نتایجش همت گماشته و در نتیجه نظامی نوظهور و عرفانی بدیع پدیدآورد.

وحدت وجود محوریست که فکر و معلومات ابن عربی در پیرامون آن می‌چرخد. همه امور را بدین اصل برگردانده و تعبیر می‌کند؛ مثلاً در ناحیهٔ عقیدهٔ دینی، او معبود را در همه ادیان یکی می‌گوید هرچند صورت و شکل آن متعدد باشد. برای نمونه، در فص هارونی از کتاب فصوص‌الحکم گفته است که:
عارف کامل کسی است که هر معبودی را ـ در هر صورتی ـ جلوه حق ببیند که حق در آن صورت خاص، عبادت می‌شود. از این روست که همه آن‌ها را «اله» نامیده‌اند با این که آن معبود، گاه سنگ است و گاه درخت، گاه حیوان است و گاه انسان، و گاه ستاره است و گاه فرشته.
و می‌گوید:
عارف کسی است که حق را در همه چیز ببیند؛ بلکه عارف او را عین هر چیز می‌بیند.
نیز می‌گوید:
هوا بالاترین معبود است. همانطورکه خداوند هم فرموده است: آیا دیدی آن کس را که هوای خود را معبود خود گرفته است.
 محی الدین در فصوص الحکم، هوا را به اراده‌ای که همراه با دوست‌داشتن است، تفسیر کرده است.
فهم عمیق وحدت و نکته‌های آن از نگاه ابن عربی کاری است که نیاز به تکیه به آثار پژوهشی دارد؛ و در ضمن، پس از درک وحدت وجود، آثار علمی و عملیِ فراونی بر آن مترتب می‌شود؛ و به بیان ساده‌تر، هم تعریف بسیاری از موضوعات را تحت تأثیر قرار می‌دهد و هم بر مبانی عملی، تأثیر می‌گذارد.

### عزیزالدین نسفی
ای درویش! اگرچه سالک هرگز هیج هستی نداشت اما می‌پنداشت که مگر دارد آن پندار برخیزد و به یقین بداند که هستی را خدای راست و بس. چون دانست و دید که هستی خدای راست، سیر الی‌الله تمام شد…
اهل وحدت می‌گویند که وجود یکی بیش نیست و آن وجود خدای است تعالی و تقدّس و بجز وجود خدای وجودی دیگر نیست و امکان ندارد که باشد. و دیگر می‌گویند که اگرچه وجود یکی بیش نیست، اما این وجود ظاهری دارد و باطنی دارد. باطن این وجود نور است و این نور است که جان عالم است و عالم مالامال این نور است…

### شبستری
شیخ محمود شبستری، از بزرگان صوفیه و سراینده گلشن راز می‌گوید:
| مسلمان گر بدانستی که بت چیست |  | یقین کردی که دین در بت‌پرستی است |

### عامر بصری
از عامر بصری نقل شده است که در مقدمه قصیده خود «ذات الانوار» دربارهٔ معنای وحدت صرف گوید:
وحدت صرف ـ چنان‌که بعضی پنداشته‌اند ـ حلول نیست؛ چرا که حلول اقتضاء دارد که دو چیز موجود باشد که یکی در دیگری حلول کند. نزد موحدین بزرگ، وحدت آن‌گونه نیست؛ بلکه نزد آنان چیزی جز واحد مطلق از تمامی جهات نیست و او جایی برای وجود غیر نگذاشته است. او برای همه چیز به خود آن‌ها ظاهر شده است و هر کدام از افراد فراوانی که در حقیقت وحدت او داخلند بهره‌ای از وحدتش برده‌اند و هرگز از آن خارج نیستند، و عدم بر هیچ چیز عارض نمی‌گردد.
به روشنی برای همه چیز به خود آن‌ها آشکار شده است؛ پس دیدگان در وجود هر ذره‌ای، او را مشاهده می‌کنند. او همان واحدی است که به نفس خود کثیر است، و اگر با دقت نظر کنی چیزی جز او وجود ندارد. همه چیز تو راست ای آنکه جز تو نباشد، و هرکس چیزی جز تو موجود بیند احول و دوبین می‌باشد.

### مولوی
مولانا از حیث مشرب قائل به وحدت وجود است و مثال‌های بیشمار لطیفی برای تبیین وحدت وجود در مثنوی و سایر آثارش آورده است. اما وی در این عقیده، راه اعتدال پیموده است.
وی گوید:
| تفرقه برخیزد و شرک و دویی |  | وحدت است اندر وجود معنوی     |
| مثنوی ما دکان وحدت است    |  | غیر واحد هرچه بینی آن بُت است |
| ما عدم‌هاییم و هستی‌ها نما  |  | تو وجود مطلق و هستی ما       |

در مثنوی مولوی آمده است: «سوی کل خود رو ای جزء خدا»
و در جای دیگر گوید:
| آن‌ها که طلبکار خدایید، خود آیید   |  | بیرون ز شما نیست، شمایید شمایید |
| ذاتید و صفاتید، گهی عرش و گهی فرش |  | در عین بقایید و منزّه ز فنایید   |

### قیصری
قیصری گوید:
کسی که به خدا و مظهرهای او آگاه باشد به خوبی می‌داند هر معبودی در هر صورتی که باشد، همان حق می‌باشد؛ چه به صورت اشیای محسوس باشد مانند بت‌ها و چه به صورت موجوداتی که برزخ بین حس و تجردند مانند جن و چه به صورت موجودات مجرد مانند ملائکه.

### حسن حسن‌زاده آملی
این مسئله از، مهمّات مسائل توحیدیست. صوفیه و عرفا و متشرّعه و اصحاب حدیث، حتی فرنگی‌ها هم عدّه‌ای هستند که در این مسئله وارد شده‌اند، و به اسامی متعدده ذکر آن شده: صوفیه «وحدت وجود» گفته‌اند، و اهل حدیث و متشرعه همین احادیث و عبارات را نقل کرده و تفسیر نموده و گاهی گفته‌اند که او (تعالی) وحدت عددیه ندارد. اوّلاً وارد این مبحث بشویم که وحدت وجود یعنی چه؟ و ثانیاً اینکه آیا وحدت وجود کفر است یا نه؟ و بیان شطحیات متصوّفه، ثالثاً به چه طریق باید آن را ثابت یا رد نمود؟ معنای وحدت وجود این است که در عالم یک حقیقت موجود است و آن خداست، و موجودات دیگر قابل اینکه به آن‌ها چیز گفته شود نیستند. گاهی مجازاً و گاهی حقیقتاً این بیان در عرف و استعمال گفته می‌شود.

## وحدت وجود در عرفان شیعی
بسیاری از عرفای شیعه، «وحدت وجود» را به‌عنوان رکن اساسی عرفان برشمرده‌اند. در «هستی، ظهور و انسان در عرفان شیعی»  ادعا شده که: عارفان شیعه  به اقامه برهان بر «وحدت وجود» (توحید وجودی) پرداخته و در بیان موافقت آیات قرآن و نیز روایات صادره از معصومین (علیهم السلام) با وحدت وجود تلاش فراوانی کردند. به‌گفتۀ مولف این کتاب: گویا نخستین تلاش جدی از سوی شیعیان در خصوص تبیین وحدت وجود و بیان استدلال عقلی بر آن و موید نمودن آن به آیات و روایات از سوی سید حیدر آملی صورت گرفته است. وی در آثار خود به‌دفعات به بحث از وحدت وجود پرداخته و حتی رساله‌های مستقلی در این خصوص تدوین نموده است. پس از سیدحیدر، برخی دیگر از عرفای شیعی به این مسأله توجه کرده و به تبیین و استدلال بر آن پرداختند، اما در میان عرفای شیعی، بلکه در بین تمامی عرفای جهان اسلام، ملاصدرا در ارائه استدلال قوی بر وحدت وجود پیش‌تاز است. علاوه بر ارائه برهان عقلی، در اثبات وحدت وجود به قرآن و سنت هم استشهاد جسته است و از این طریق سعی نموده است تا همخوانی این نظریه با آموزه‌های وحیانی را آشکار نماید. او علاوه بر تبیین عقلانی از وحدت وجود و بیان همخوانی آن با آموزه‌های وحیانی، درصدد رد تقریرات نادرست از وحدت وجود برآمده و بطلان آنها را آشکار نموده است.
همچنین در «هستی، ظهور و انسان در عرفان شیعی»   تعدادی از استدلالهای عقلی عارفان شیعه مورد تببین و بررسی قرار گرفته‌اند که عبارتند از: (1) استدلال سیدحیدر آملی از طریق مسبوق بودن مقید به امر مطلق (2) استدلال صدرالمتألهین از طریق امکان فقری (3) استدلال صدرالمتألهین از طریق عدم ترکّب خداوند از وجود و عدم (4) استدلال صدرالمتألهین از طریق عدم تناهی خداوند متعال (5) استدلال آقا محمدرضا قمشه‌ای از طریق لزوم مصداق بالذات برای مفهوم وجود (6) استدلال علامه طباطبایی از طریق ضرورت اصل واقعیت و نفی سفسطه. پس از آن برخی از ادله نقلی عرفای شیعی بر وحدت وجود تقریر شده اند.

## مخالفت با وحدت وجود
در میان فقها و متکلمان عده‌ای با نظریه وحدت وجود مخالفت کرده‌اند و بعضی آن را برابر با شرک می‌دانند؛ و وجود خدا را از وجود اشیاء جدا می‌دانند و از نظر ایشان پاکی وجود خدا با آلودگی اشیای مادی قابل جمع نیست. به نظر می‌رسد که مخالفت شدید عده‌ای از علما با عرفا و با نظریه وحدت وجود خصوصاً، به دلیل سنگینی و عمق مطالب مطرح شده در عرفان و علی‌الخصوص نظریه مذکور است به گونه‌ای که عده‌ای مدعی عرفان نتوانسته‌اند به نحو احسن، مسئله را مطرح کنند، و عده‌ای نیز به دلیل ضعف بنیّهٔ علمی قابلیت پذیرش آن مطلب دقیق را نداشته‌اند.
یکی از ابعاد مخالفت با وحدت وجود، شائبه یکی دانستن خالق و مخلوق است در حالی‌که عرفا وجود حقیقی را فقط خدا می‌دانند و ماسواه را صرف تجلی او می‌دانند و در مواردی تلویحاً برای جز او وجودی قائل نیستند تا شائبه اتحاد پیش آید و اگر تحققی برای ماسواه قائلند ظریف‌تر از نسبت عرض به ذات بلکه تبیین نسبت حقیقت و مجاز است؛ بنابراین اتحاد وجود خالق و مخلوق پیش کشیده نمی‌شود. به معنی دیگر عرفا را متهم به عینیت خالق و مخلوق می‌دانند و عبارات «مراد ما از وحدت وجود، عینیت وجود زمین و وجودآسمان با وجود حق متعال است!» و «غیرتش غیر در جهان نگذاشت لا جرم عین جمله اشیا شد.» و عبارت مشهور: «سبحان من أظهرالأشیاء و هو عینها: منزّه آنکه اشیا را ظاهر کرد، و خود عین آن‌ها است.» را از عرفا نقل و نقد می‌کنند. این درحالیست که عین و عینیت در اینجا یک اصطلاح تخصصی و اصطلاحی عرفانیست و معنی متعارف خود را ندارد. بدین معنا که تحقق اشیا از خداست و از خود هیچ وجود و تعین مستقلی ندارند و به هیچ وجه به معنی اتحاد اشیا با خالق نیست. بدیهی است که این در عرفان اسلامی هم عین کفر و زندقه است. این نشان از درک ضعیف و ظاهرپسند مخالفان عرفان است. عرفا قائل بودن تعدد برای وجود را عین شرک می‌دانند و کثرت را نه تعدد وجود بلکه تحقق مظهریت وجود می‌دانند. مانند آنچه از شخص در آینه می‌افتد نسبت به فرد تعین دارد، بلکه واقعاً عین اوست و نه متحد با او و حقیقت فقط شخص است نه ما ظهر فی المرایا.
از دیدگاه عرفا راه رسیدن به خدا و حقیقت وحدت وجود نه از طریق عقل و تفکر، بلکه از طریق شناخت نفس، شهود قلبی و تأمل در نفس می‌باشد، و به سخنی منسوب به پیامبر اسلام اشاره می‌کنند که می‌گوید: «من عرف نفسه فقد عرف ربه».
علیرغم اینکه نظریه وحدت وجود از دیدگاه منطقی تناقض‌آمیز و پارادوکسی به نظر می‌آید. عرفا معتقد بودند که توان تبیین یا تعبیر عقلانی و فلسفی وحدت وجود را نداشته، و از روی ناچاری به تمثیل روی آورده‌اند. نویسندگان زیادی «وجود» یا «بودن» را اسم مناسب برای حقیقت خدا می‌دانند. در حالی که تمامی مسلمانان حقیقت خدا را یکی می‌دانند، منتقدین «وحدت وجود» استدلال می‌کنند که کلمه وجود برای وجود چیزهای در این عالم هم به کار می‌رود و اینکه این مفهوم تمایز بین وجود خالق و مخلوق را محو می‌کند. مدافعین استدلال می‌کردند که ابن عربی و پیروانش یک مبحث مربوط به علوم ماوراء طبیعی را مطرح می‌کنند که دنباله دیدگاه اشعریان که «صفات خدا نه خدا هستند و نه چیزی جز خدا» می‌باشد. نشان‌های (آیات) خدا و آثار او، یعنی مخلوقات، نه مثل خدا هستند و نه متفاوت از او، زیرا فهم از خداوند باید به صورت هم حاضر و هم غایب، هم برتر و هم مجرد باشد. در نظر مدافعین وحدت وجود «تعادل لازم را بین این دو دیدگاه دربارهٔ خدا فراهم می‌آورد». شاه ولی‌الله دهلوی استدلال کرد که مفهوم وحدت وجود بر اساس تجربه شخصی روحانی و خلسه‌ای بوده، و دربارهٔ کاوش ماهیات ذاتی خداوند نیست.

### اختلاف علاءالدوله سمنانی با ابن عربی
علاءالدوله سمنانی به دلیل مخالفت شدیدش با برخی از آرای وحدت وجودی ابن عربی شهرت یافته است.